# Hermann Bücher

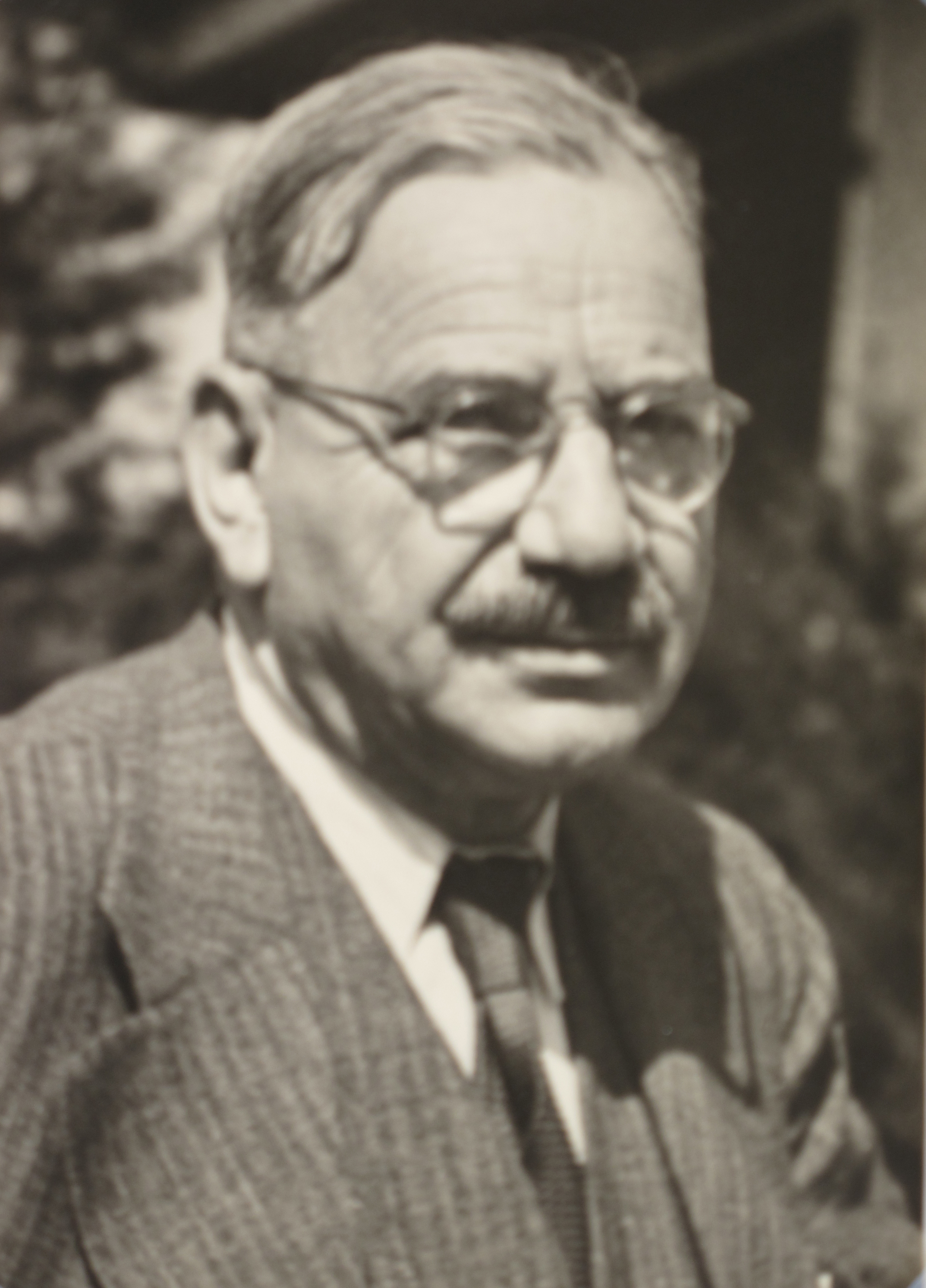
Hermann Bücher (1950)

Hermann Bücher (* 28. August 1882 in Kirberg, Regierungsbezirk Wiesbaden; † 14. Juli 1951 in Frankfurt am Main) war ein deutscher Industrieller und Wirtschaftspolitiker. Er war von 1921 bis 1925 Geschäftsführendes Präsidialmitglied des Reichsverbands der Deutschen Industrie, ab 1928 Vorstandsmitglied und von 1930 bis 1947 Vorstandsvorsitzender der AEG.

## Leben
Der Fabrikantensohn und Neffe des Nationalökonomen Karl Bücher erhielt auf Drängen seines Onkels die Möglichkeit, das Gymnasium Philippinum Weilburg zu besuchen. Dort legte er 1902 die Reifeprüfung ab. In Leipzig studierte er Botanik, Abschluss mit einer Dissertation bei Wilhelm Pfeffer. Während seines Studiums wurde er Mitglied beim Verein Deutscher Studenten Leipzig im Kyffhäuser-Verband. 1906 trat Hermann Bücher seinen Dienst in der Kolonialabteilung des Auswärtigen Amts an, welche 1907 in das Reichskolonialamt überführt wurde. Dort erhielt er eine Stelle als Phytopathologe der Versuchsanstalt für Landeskultur in Viktoria in Kamerun. 1908 übernahm er die Leitung der Anstalt. Während dieser Tätigkeit unternahm er Reisen nach Neuguinea, Java und Sumatra.
Um seine Beförderung zum Regierungsrat in Empfang zu nehmen, reiste Bücher zurück nach Deutschland, wo ihn die Erkrankung an Schwarzwasserfieber länger festhielt, so dass er beim Ausbruch des Ersten Weltkrieges 1914 nicht mehr nach Kamerun zurückkehren konnte. Vorübergehend arbeitete er als Unterstaatssekretär im Reichskolonialamt, wurde dann aber für die Dauer des Krieges in das türkische Landwirtschaftsministerium abgeordnet. Nach Kriegsende reiste er über Russland nach Berlin zurück. Im Auswärtigen Amt leitete er von 1920 bis 1921 das Sonderreferat W/Wirtschaft und erhielt den Rang eines Vortragenden Legationsrats.
1921 bis 1925 war Hermann Bücher Geschäftsführendes Präsidialmitglied im Reichsverband der Deutschen Industrie. Ab 1925 war er Wirtschaftsberater der I.G. Farbenindustrie. 1927 wechselte er zu AEG, in deren Vorstand er 1928 berufen wurde. Nach dem Tod von Felix Deutsch, der zusammen mit Paul Mamroth und Paul Jordan das Triumvirat der ältesten Mitarbeiter von Emil Rathenau gebildet hatte, übernahm wieder ein dreiköpfiges Direktorium die Leitung der AEG. Ihm gehörten neben Bücher August Elfes und Waldemar Petersen an. 1930 schied August Elfes aus dem Direktorium aus, Bücher wurde alleiniger Vorstandsvorsitzender und Petersen sein Stellvertreter. Während dieser Zeit war das Gut „Briesener Zootzen“ im Havelland sein Lebensmittelpunkt. 1933 gehörte Hermann Bücher unter der Angabe „Generaldirektor der AEG“ zu den Gründungsmitglieder der Akademie für Deutsches Recht.
Bücher finanzierte im Jahre 1931 über die Orgesch den SA-Führer Walther Stennes, wobei unklar ist ob er von dem Putsch Stennes wusste.
Bücher gehörte zum Gründerkreis des Deutsch-Französischen Studienkomitees, welches auf die Bildung einer deutsch-französischen oder europäischen Oligarchie zielte.
Er war inoffizieller Wirtschaftsberater von Reichskanzler Heinrich Brüning.
Eine enge Bekanntschaft verband ihn mit dem General Friedrich Fromm.
Rüstungsminister Albert Speer bescheinigte ihm 1944, dass er sich „mit großer Energie immer wieder für den Totaleinsatz der Elektroindustrie für die Rüstung“ einsetzt. In einem Gespräch im Juni 1942 mit Hermann Röchling bezüglich der Gründung der Reichsvereinigung Eisen, forderte er das „unerhörte Leistungen vollbracht werden“ müssen, damit „die Privatwirtschaft ihre Existenzberechtigung nachweist“. Im November 1942 drohte er seinen eigenen Fabrikdirektoren, das er im Interesse der Rüstung, sie nicht gegen die Regierung, die nach seiner Ansicht zu Recht mit aller Schärfe diejenigen zur Rechenschaft zieht, die versagen, verteidigen würde.
Bücher war bis 1947 Vorstandsvorsitzender der AEG, von 1948 bis 1950 Mitglied des „Bizonal I.G. Farben Dispersal Panel“ (FARDIP), und von 1950 bis 1951 Aufsichtsratsvorsitzender der AEG.
Er ist der Vater des Biochemikers Theodor Bücher.